# Ranjiwetan
Ranjiwetan is een bestuurslaag in het regentschap Majalengka van de provincie West-Java, Indonesië. Ranjiwetan telt 6413 inwoners (volkstelling 2010).